# سردابه بانی در
سردابه بانی در مربوط به دوره ایلخانی - دوره تیموریان است و در شهرستان اسفراین، بخش بام وصفی آباد، دهستان بام، ۵۰۰ متری شمالی شرقی روستای بانی در واقع شده و این اثر در تاریخ ۲ مرداد ۱۳۸۷ با شمارهٔ ثبت ۲۳۱۰۶ به‌عنوان یکی از آثار ملی ایران به ثبت رسیده است.